# Mecynogea
Mecynogea là một chi nhện trong họ Araneidae.